# Kanalinseln (Kalifornien)
Die Kanalinseln von Kalifornien (englisch Channel Islands of California), auch Santa-Barbara-Inseln, sind eine Gruppe von acht Inseln, die der Küste des südlichen Kalifornien vorgelagert sind. Die Inselgewässer sind für ihren Reichtum an Meerestieren bekannt. Der Name der Inselgruppe bezieht sich auf den Santa-Barbara-Kanal, der nördlich zwischen den Inseln und dem Festland verläuft.

## Geographie
Die acht Inseln bestehen aus vier Inseln, die geographisch eher dem Küstengebiet von Santa Barbara und Ventura zuzuordnen sind und vier Inseln, die geographisch eher dem Küstengebiet von Los Angeles zuzuordnen sind:
| Nördliche Inseln |        |        |               |                 |      |
| Anacapa | 2,95   | 3      | Ventura       | Summit Peak     | 283  |
| San Miguel | 37,74  | –      | Santa Barbara | San Miguel Hill | 253  |
| Santa Cruz | 249,95 | 2      | Santa Barbara | Devils Peak     | 747+ |
| Santa Rosa | 215,27 | 2      | Santa Barbara | Soledad Peak    | 484  |
| Südliche Inseln |        |        |               |                 |      |
| San Clemente | 147,13 | 200 1) | Los Angeles   | Vista Point     | 599  |
| San Nicolas | 58,93  | 300 1) | Ventura       | unbenannt       | 276  |
| Santa Barbara | 2,63   | –      | Santa Barbara | Signal Hill     | 193  |
| Santa Catalina | 194,19 | 3696   | Los Angeles   | Mount Orizaba   | 648  |
| Channel Islands | 908,79 | 3703   |               | Devils Peak     | 747+ |
| 1) Navy-Einrichtungen, Militärpersonal und zivile Angestellte Diese Werte sind nicht in die Summenzeile eingerechnet |        |        |               |                 |      |

Als einzige der Inseln ist Santa Catalina dauerhaft bewohnt. San Nicolas und San Clemente sind von der US-Kriegsmarine kontrolliertes Sperrgebiet.

## Nationalpark und Meeresschutzgebiet
San Miguel, Santa Rosa, Santa Cruz, Anacapa und Santa Barbara bilden zusammen den Channel-Islands-Nationalpark, zu dem der Zugang für Touristen beschränkt ist.

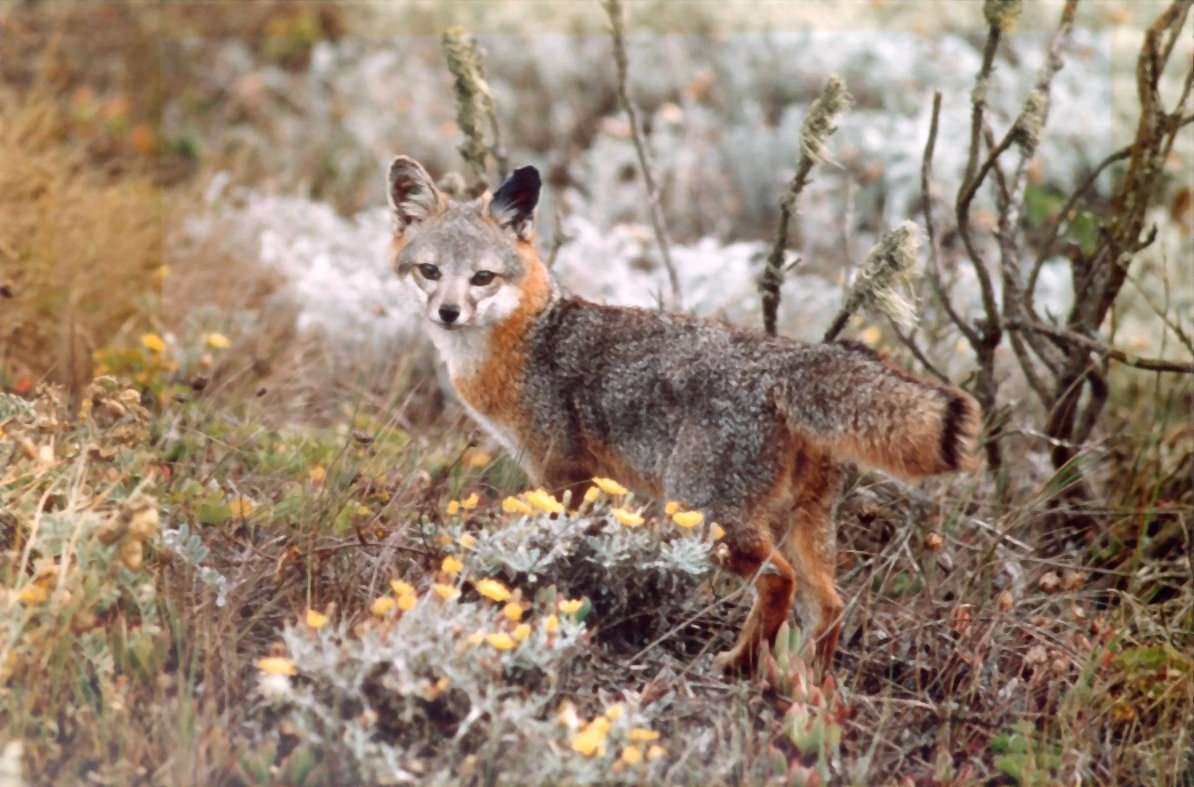
Der Insel-Graufuchs ist nur auf den Kalifornischen Kanalinseln beheimatet und ein typisches Beispiel für Inselverzwergung

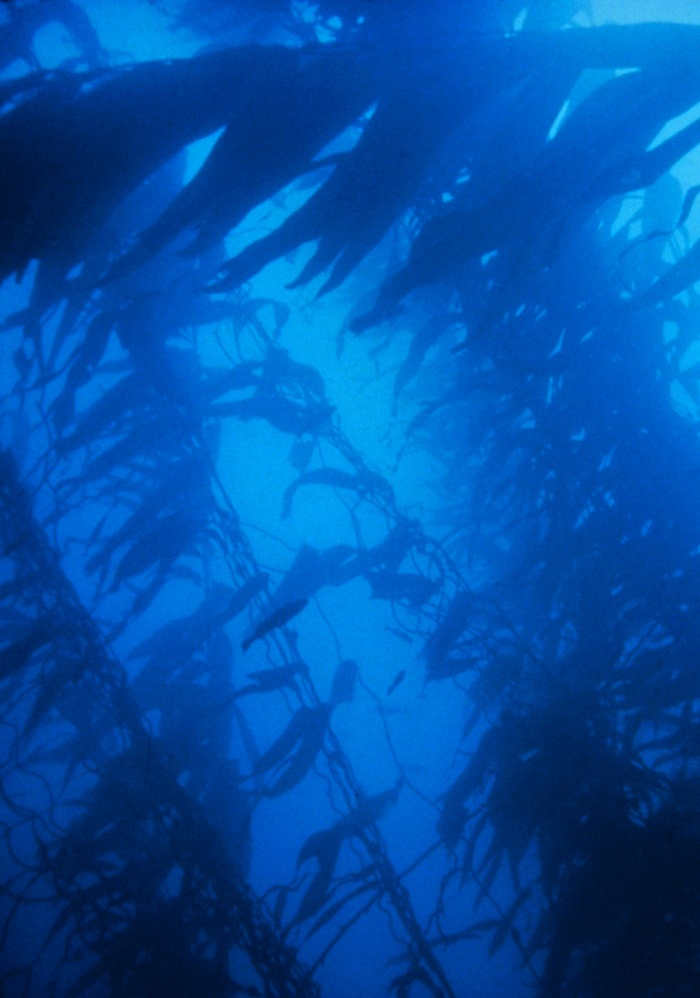
Tangwald, wie er rund um die Channel Islands vorkommt

Die Kanalinseln sind Heimat des Insel-Graufuchses, einer endemischen Fuchsart, die zu den kleinsten Fuchsarten der Welt zählt. Diese Art hat sich aus dem nordamerikanischen Graufuchs entwickelt und stellt eine typische Form der Inselverzwergung dar. Vor etwa 30.000 bis 12.000 Jahren lebte auf den Kanalinseln von Kalifornien ein
weiterer Beleg für Inselverzwergung, das Zwergmammut (Mammuthus exilis), eine ausgestorbene Art aus der Familie der Elefanten mit einer Schulterhöhe von 1,20 bis 1,80 Meter.
Die umgebenden Meere sind ebenfalls geschützt und bilden das „Nationale Meeresschutzgebiet der Kanalinseln“ (Channel Islands National Marine Sanctuary). Es zählt zu den artenreichsten Meeresgebieten der Welt. In den großen Tangwäldern sind über 1000 verschiedene Arten beheimatet. Dazu gehören neben dem Seetang unter anderem verschiedene Arten von Plankton, Muscheln, Krebsen, Meeresschnecken, Seepferdchen, Lippfischen, Barschen, Rochen, Haien, Seeigeln, Kraken, Seesternen, Anemonen und Schwämmen. Diese Artenvielfalt machen das Channel Islands National Marine Sanctuary zu einem erstklassigen Tauchgebiet für Kaltwassertauchgänge.
Der Fischreichtum der Umgebung begünstigt das Vorkommen großer Wale ebenso wie die Kolonien der vier Robbenarten Nördlicher See-Elefant, Kalifornischer Seelöwe, Stellerscher Seelöwe und Nördlicher Seebär.

## Geschichte
Die früheste menschliche Besiedlung wurde auf 13.000 bis 11.300 Before Present (definiert als „vor 1950“) datiert. Von hier ging offensichtlich eine weitere Besiedelung der Zentral-Anden vor ca. 4.200 Jahren aus.